# 남지초등학교 월상분교
남지초등학교 월상분교는 경상남도 창녕군 남지읍 월상길 27 (월하리)에 있었던 초등학교이다.

## 연혁
- 1967년 11월 27일 반포국민학교 월상분교장 인가
- 1971년 3월 1일 월상국민학교로 승격
- 1972년 2월 24일 제1회 졸업식
- 1985년 3월 1일 반포국민학교 월상분교장으로 격하
- 1993년 3월 1일 남지초등학교 월상분교장으로 변경
- 1999년 3월 1일 남곡초등학교에 통폐합